# صادق‌آباد (پیشکوه)
صادق‌آباد روستایی در دهستان پیشکوه بخش مرکزی شهرستان تفت استان یزد ایران است. این روستا در ۳۶ کیلومتری شهر یزد و در ۱۵ کیلومتری شهر تفت واقع شده‌است.
شغل اغلب مردم روستا کشاورزی و دامداری هست. قنات آب دارد.

## جمعیت
بر پایه سرشماری عمومی نفوس و مسکن در سال ۱۳۹۵ جمعیت این روستا ۱۴۷ نفر (۵۵خانوار) بوده‌است.